# Musca dejectus
Musca dejectus är en tvåvingeart som först beskrevs av Harris 1780.  Musca dejectus ingår i släktet Musca och familjen myllflugor. Inga underarter finns listade i Catalogue of Life.